# Polemon graueri
Polemon graueri (змієїдна змія Грауера) — вид отруйних змій родини земляних гадюк (Atractaspididae). Мешкає в Центральній Африці. Вид названий на честь австрійського зоолога Рудольфа Грауера.

## Поширення і екологія
Стрункі змієїдні змії мешкають на сході Демократичної Республіки Конго, в Уганді і Руанді. Вони живуть в гірських тропічних лісах Альбертінського рифту, на висоті до 1200 м над рівнем моря. Ведуть риючий спосіб життя.